# Selaginella sulcata
Selaginella sulcata är en mosslummerväxtart som först beskrevs av Nicaise Auguste Desvaux och Jean Louis Marie Poiret, och fick sitt nu gällande namn av Antoine Frédéric Spring och Carl Friedrich Philipp von Martius. Selaginella sulcata ingår i släktet mosslumrar, och familjen mosslummerväxter. Inga underarter finns listade i Catalogue of Life.